# Вью
Вью — река в России, протекает в Красногорском районе Удмуртии. Устье реки находится в 12 км по левому берегу реки Турне. Длина реки составляет 23 км, площадь водосборного бассейна 152 км².
Исток реки на Красногорской возвышенности у нежилой деревни Логово к юго-востоку от деревни Каркалай и в 18 км к юго-западу от села Красногорское. Течёт на юг и юго-запад по ненаселённому лесу. Приток — Вожгалянка (левый). Впадает в Турне, которая до устья Вью также именуется Кая в селе Валамаз.

## Данные водного реестра
По данным государственного водного реестра России относится к Камскому бассейновому округу, водохозяйственный участок реки — Вятка от водомерного поста посёлка городского типа Аркуль до города Вятские Поляны, речной подбассейн реки — Вятка. Речной бассейн реки — Кама.
Код объекта в государственном водном реестре — 10010300512111100038767.